# Garda (Verona)
Garda es un municipio italiano situado en la provincia de Verona, en el Véneto. Tiene una población estimada, a fines de abril de 2024, de 4093 habitantes.

## Demografía
| Gráfica de evolución demográfica de Garda entre 1861 y 2024 |
|                                                             |
| Fuente: ISTAT - Elaboración gráfica de Wikipedia            |